# Schlacht von Bosworth
St Albans – Blore Heath – Ludlow – Northampton – Wakefield – Mortimer’s Cross – St Albans – Ferrybridge – Towton – Hedgeley Moor – Hexham – Edgecote Moor – Losecote Field – Barnet – Tewkesbury – Bosworth Field – Stoke
Die Schlacht von Bosworth oder Schlacht von Bosworth Field ist eine der Hauptschlachten der englischen Rosenkriege, in der die Truppen König Richards III. von Heinrich Tudor, Earl of Richmond, besiegt wurden, der danach den englischen Thron als Heinrich VII. bestieg. Die Heere Richards III. und Richmonds stießen am 22. August 1485 bei Bosworth Field aufeinander. Der Kampf endete mit dem Tod Richards III., der als letzter englischer König in einer Schlacht fiel. Das Gefecht wurde wesentlich dadurch entschieden, dass Henry Percy, 4. Earl of Northumberland, sich mit seinen Truppen neutral verhielt und Richards Verbündete Lord Thomas Stanley und Sir William Stanley im kritischen Moment die Seiten wechselten und mit ihren Männern zu Heinrich Tudor überliefen. Die Schlacht bei Bosworth Field markierte fast das Ende der Rosenkriege; der letzte Widerstand der Gegner Heinrichs VII. wurde dann mit der Schlacht von Stoke beendet.

## Hintergrund
Heinrich Tudor war 1485 der letzte verbleibende Anwärter des Hauses Lancaster auf den englischen Thron. Es gelang ihm im französischen Exil, ausreichend Unterstützung durch das französische und schottische Königshaus zu sammeln. Mit dem Versprechen, Elisabeth von York, die Tochter Eduards IV., zu heiraten, gewann er auch Unterstützung im Yorkistischen Lager. Als Richard III., König von England und Vertreter des Hauses York, davon erfuhr, dass Henry Tudor eine Invasion nach England plane, sammelte er Truppen. Im zentral gelegenen Nottingham hoffte Richard, nach allen Seiten rasch zuschlagen zu können, je nachdem, wo Henry Tudor landen würde.
Heinrich verließ Frankreich schließlich am 1. August 1485 mit einer Armee aus 600 Exilanten und 2000 französischen und schottischen Söldnern. Am 7. August landete er in Milford Haven in Wales in der Hoffnung, weitere Unterstützung in Wales über seinen Onkel Jasper Tudor sammeln zu können. Er versuchte auch, Kontakt zu seinem Stiefvater, Thomas Stanley, Lord Stanley, aufzunehmen.
Aufgrund der verwandtschaftlichen Beziehungen zu Richmond misstraute Richard III. Lord Stanley, weshalb er dessen Sohn, Lord Strange, als Geisel hielt. Lord Stanley und sein Bruder, Sir William Stanley, hielten sich aufgrund dieser Situation zurück und bekannten sich nicht offen zu einer Unterstützung von Richmond.
Richard zog mit seinen Truppen unter der Führung von John Howard, 1. Duke of Norfolk, darunter auch eine Armee unter Henry Percy, 4. Earl of Northumberland, in Richtung des Ortes Sutton Cheney. Richmond kampierte mit seinen Truppen vier Meilen entfernt in Whitemoors, während die Stanleys sich mit einigem Abstand von beiden Armeen positionierten.

## Ablauf der Schlacht
Am Morgen des 22. August stellte Richard seine Truppen nahe bei oder auf dem Hügel Ambien Hill auf, zwei Meilen südlich von Market Bosworth. Heinrichs Armee war der Armee Richards zahlenmäßig unterlegen. Deshalb entschied John de Vere, Heinrichs Kommandant der Truppen, die Armee in eine einzige Linie mit nur zwei Flügeln statt in Vorhut, Mitte und Nachhut aufzustellen, mit Infanterie in der Mitte und Kavallerie an den Flanken. Richmond, der militärisch wenig erfahren war, blieb bei der Reserve.
Der Kampf begann zunächst mit Bogenschützen. Heinrichs Truppen begannen den Kampf und arbeiteten sich durch das Marschland in Richtung von Richards Truppen, während dessen Artillerie auf sie feuerte. Als die Truppen von Norfolk sich nur sehr zögerlich am Kampf beteiligten, verstärkte der Earl of Oxford seine Anstrengungen, was in heftigem Nahkampf mündete. Obwohl Richard Verstärkung von Norfolk anforderte, konnten sich seine Truppen wenig durchsetzen. Norfolk selbst wurde getötet und seine Truppen zurückgeworfen. Der Earl of Northumberland wiederum beteiligte sich mit seinen Truppen nicht am Kampf mit der Begründung, er müsse die Truppen der Stanleys im Auge behalten.
Es gab dennoch eine Chance, dass Richard den Kampf gewinnen konnte, als er und sein persönliches Gefolge bis zu Heinrich vordrangen und es fast schafften, ihn zu töten. In diesem Moment griff jedoch Lord Stanley in den Kampf zugunsten von Heinrich ein: Richard und sein Gefolge wurden eingekreist und Richard auf dem Schlachtfeld getötet. Die königliche Armee löste sich danach auf. Nach einigen Quellen wurde seine Krone noch auf dem Schlachtfeld an Heinrich Tudor übergeben.

## Konsequenzen der Schlacht
Die Schlacht von Bosworth bedeutete das Ende des Hauses York. Viele Angehörige der Yorkisten fielen in der Schlacht, darunter der Duke of Norfolk. Der Earl of Northumberland, der durch Inaktivität in der Schlacht weitgehend neutral blieb, wurde zunächst gefangen genommen, jedoch später wieder freigelassen. Er durfte zu seinen Ländereien zurückkehren, blieb jedoch im Norden Englands wegen seiner Haltung in der Schlacht sehr unbeliebt. Thomas Stanley wurde für seinen Seitenwechsel von Heinrich VII. mit dem Titel Earl of Derby belohnt.
Heinrich, der als Vertreter der „roten Rose“ des früheren Hauses Lancaster gelten kann, heiratete die Tochter des verstorbenen Königs Eduard IV. und somit eine Erbin aus dem Hause York. Die erbitterte Fehde zwischen den beiden Adelshäusern war hierdurch weitgehend beendet, auch weil ein großer Teil des Hauses York in der Schlacht gefallen war. Heinrich hatte sich auch danach gegen Prätendenten zu behaupten, so 1487 gegen Lambert Simnel, der aber die Schlacht von Stoke verlor, wodurch die Rosenkriege endgültig beendet wurden. 
Dynastisch folgte die bis zum Tod Elisabeths I. 120 Jahre andauernde Herrschaft des Hauses Tudor. 

## Zur Lage des Schlachtfelds
Die Lage des Schlachtfelds von Bosworth ist unter Historikern umstritten, auch wenn in den 2000er-Jahren archäologische Ausgrabungen neue Erkenntnisse gebracht haben. Zeitgenössische Quellen sprechen nicht von Bosworth, dieser Ort taucht erst 25 Jahre später in Polydor Vergils Anglia Historia auf. Einige Historiker haben die Schlacht bei Ambion Hill in der Nähe des Ortes Sutton Cheney vermutet; dort in der Nähe befindet sich auch das offizielle Battlefield Centre des Leicestershire County Council. Der Historiker William Hutton behauptete in seiner Schrift Battle of Bosworth Field von 1788, die Schlacht habe unmittelbar auf dem Hügel Ambion Hill stattgefunden, eine Meile von Market Bosworth entfernt. Spätere Historiker haben diese Theorie widerlegt und vermuten die Schlacht auf den Feldern in der Nähe des Ortes Dadlington. Diese These wird auch durch archäologische Funde in der Nähe von Dadlington gestützt, unter anderem Kanonenkugeln, die von der Artillerie Richards III. stammen könnten, und ein Uniformabzeichen mit einem Eber in der Nähe von Fenn Lanes Farm. Andere Funde wiederum wurden an einem anderen Ort gemacht: Mill Field, vermutlich der frühere Standort der alten Windmühle von Dadlington.